# Lars Balk
Lars Balk (* 26. Februar 1996 in Vianen) ist ein niederländischer Hockeyspieler und Olympiasieger.

## Karriere
Balk begann mit fünf Jahren bei einem Verein in seinem Geburtsort Hockey zu spielen und wechselte als Zwölfjähriger zum SV Kampong. 2014 siegte er bei den Europameisterschaften der Junioren, bevor er im Jahr darauf mit der Niederländischen Nationalmannschaft bei der Hallenhockey-Weltmeisterschaften in Leipzig triumphierte. In der Saison 2015/16 gewann Balk mit seinem Verein die Euro Hockey League, mit dem er in der folgenden Spielzeit in der höchsten niederländischen Liga, der Hoofdklasse Erster wurde. Während der Saison 2017/18 verteidigte er sowohl mit dem SV Kampong den nationalen Meistertitel, als auch mit der U21-Nationalmannschaft den Titel bei der Europameisterschaft. 2018 zog Balk mit dem Nationalteam ins Finale der Weltmeisterschaften ein, in dem sie gegen Belgien im Penaltyschießen unterlagen, während er bei der Champions Trophy die Bronzemedaille erspielte. Im folgenden Jahr wurde er in der Hockey Pro League und bei den Europameisterschaften in Antwerpen Dritter. 2021 wurde Balk in seinem Heimatland erstmals Europameister, während er mit der Niederländischen Nationalmannschaft im Viertelfinale der Olympischen Spiele in Tokio ausschied. Bei den Olympischen Spielen 2024 in Paris gewann er die Goldmedaille.
Bis zum 8. August 2024 bestritt Balk 142 Länderspiele, in denen er 3 Tore erzielte.